# Kelvin
Kelvin (simbol K) je SI jedinica za temperaturu, a definira se kao 1/273,16 dio termodinamičke temperature trojne točke vode.
Ovakvom definicijom postiglo se da je kelvin jednak Celzijevom stupnju (°C),
ali se za vrijednosti izražene u kelvinima podrazumijeva da su na apsolutnoj temperaturnoj ljestvici {\displaystyle (T)\,},
dok su vrijednosti u °C na Celzijevoj ljestvici
{\displaystyle (\vartheta )}, pri čemu vrijedi numerička formula 
{\displaystyle \{\vartheta \}=\{T\}-273.15,}
tj. Celzijeva ljestvica više nije definirana preko ledišta i vrelišta vode, iako su njihove vrijednosti (koje se ne mogu tako precizno mjeriti kao trojna točka) ostale približno na 0 i 100 °C.
Jedinica je dobila ime po Williamu Thomsonu, prvom baronu Kelvinu, zvanom i lord Kelvin (1824. – 1907.).